# Koningsspel van Ur

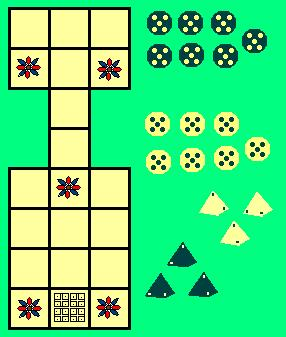
Het koningspel van Ur. Links speelbord, rechtsboven pionnen, rechtsonder dobbelstenen.

Het Koningsspel van Ur is een bordspel van de Sumerische beschaving. Speelborden voor dit spel werden in de jaren twintig van de twintigste eeuw voor het eerst gevonden door de archeoloog Sir Leonard Wooley. Hij leidde een expeditie van het British Museum en de universiteit van Pennsylvania. Tijdens de expeditie vond hij meerdere exemplaren, allen in graftombes van rijke Sumeriërs. Men vermoedt dat de speelborden de doden begeleidden op hun weg naar de andere wereld. Aangenomen wordt dat dit spel een van de voorvaderen is van de Backgammon-spelen.
Het spel is makkelijk zelf te maken. Het bord kan gemaakt worden van bijvoorbeeld van hout of triplex of getekend worden op een stuk papier en de pionnen kunnen eenvoudig van papier of karton worden gevouwen.

## Regels

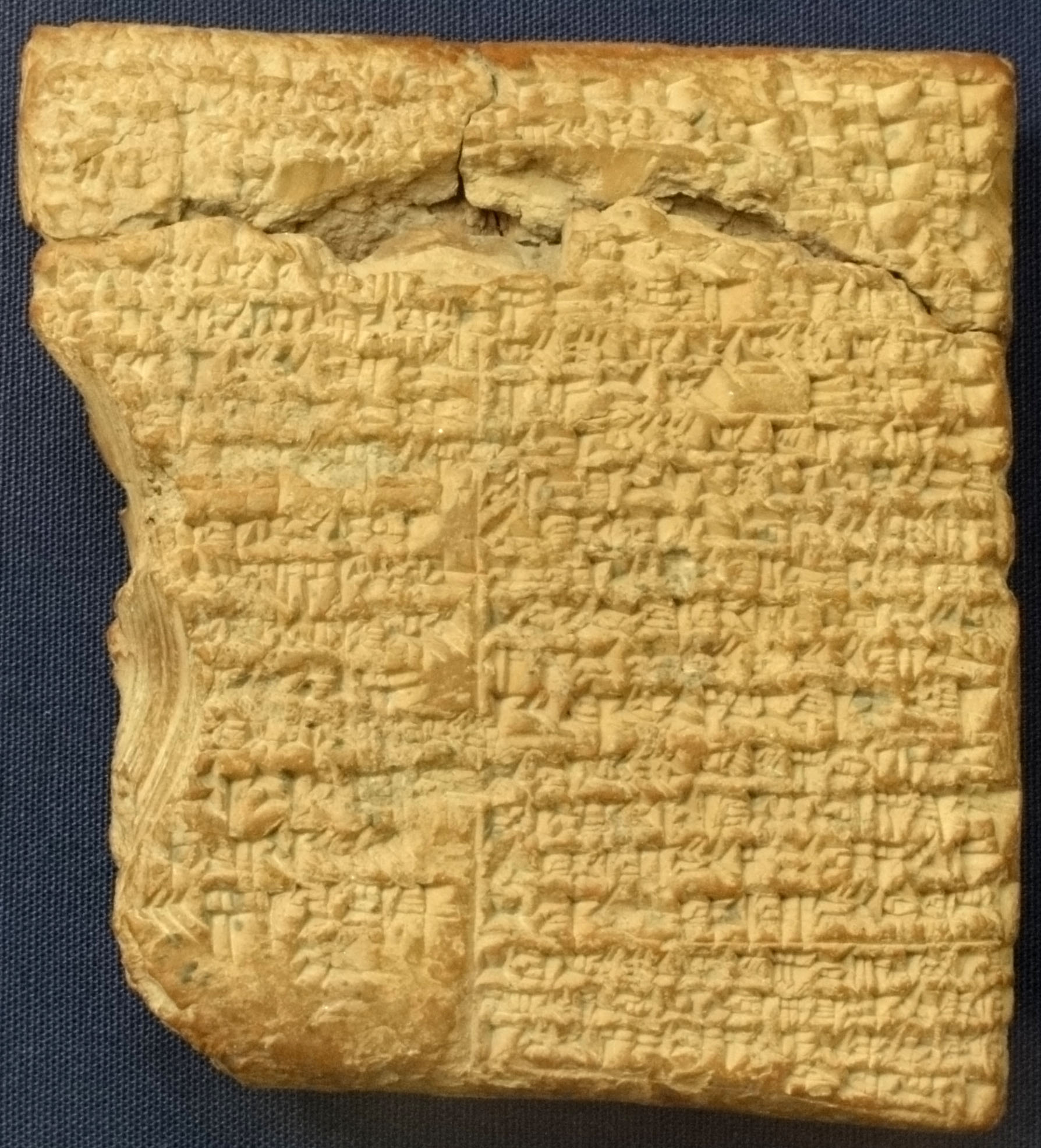
Regeltablet, gedateerd 177 v.Chr. door British Museum curator Irving Finkel.

Geruime tijd waren de spelregels onbekend. Echter in de jaren 80 werd een kleitablet met daarop de spelregels uitgeschreven door de Babylonische schriftgeleerde Itti-Marduk-balāṭu in het spijkerschrift vertaald door curator Irving Finkel van het British Museum. Echter voordat de regels waren vertaald, zijn er diverse alternatieve regels opgesteld door mensen die hebben getracht het spel te interpreteren.
Het Koningsspel van Ur wordt gespeeld met twee spelers.
Elke speler krijgt zeven pionnen en drie dobbelstenen van zijn kleur.
De dobbelstenen hebben de vorm van een viervlak met twee gemarkeerde hoekpunten. Er wordt met de drie dobbelstenen tegelijk gegooid en de bovenop liggende hoekpunten bepalen de waarde:
- Drie gemerkte hoeken boven: 5 punten
- Twee gemerkte hoeken boven: 1 punt
- Een gemerkte hoek boven: 0 punten
- Geen gemerkte hoeken boven: 4 punten

De winnaar is hij die als eerste zijn zeven pionnen over het speelbord heeft laten reizen. Zie voor de weg over het bord de afbeelding hiernaast.
Door de dobbelstenen te gooien wordt bepaald wie er begint. Als een speler 1 of 5 punten gooit mag die speler een pion op het eerste (1) of vijfde (5) hokje zetten. De pionnen lopen vervolgens steeds het gehaalde aantal ogen.
Als een pion op een met een rozet gemarkeerd vakje komt, mag de speler een nieuwe pion inbrengen. Wanneer een pion op het veertiende hokje terechtkomt (of voorbij gaat) wordt hij omgedraaid, zodat duidelijk is dat hij op zijn weg terug is.
Op één hokje kunnen zoveel pionnen geplaatst worden als de speler wil. Pionnen op de middelste baan en die in het bovenste gedeelte van het speelbord kunnen geslagen worden. Een pion die op een door de tegenstander bezet hokje komt, slaat alle pionnen die daar liggen. Deze moeten hun reis van voor af aan beginnen. Alleen de pionnen die op de rozetten en op het laatste vakje staan zijn veilig. Op die vakjes mogen pionnen van beide kleuren tegelijkertijd staan. Ze kunnen niet worden geslagen.
Pionnen op weg naar boven (met de stippen naar boven gedraaid, de eerste veertien vakjes) kunnen alleen geslagen worden door pionnen die ook naar boven gaan. Omgedraaide pionnen kunnen alleen worden geslagen door eveneens omgedraaide pionnen.
Een pion kan worden uitgebracht door eerst precies op het laatste vakje terecht te komen, vervolgens kan hij uit het spel worden gehaald door een 4 te gooien. Staan er meerdere pionnen van een speler, dan kunnen die allemaal in één keer worden verwijderd bij het gooien van een vier.